# San Bartolo Soyaltepec
San Bartolo Soyaltepec è un comune del Messico, situato nello stato di Oaxaca.